# Tatjana Tolstaja

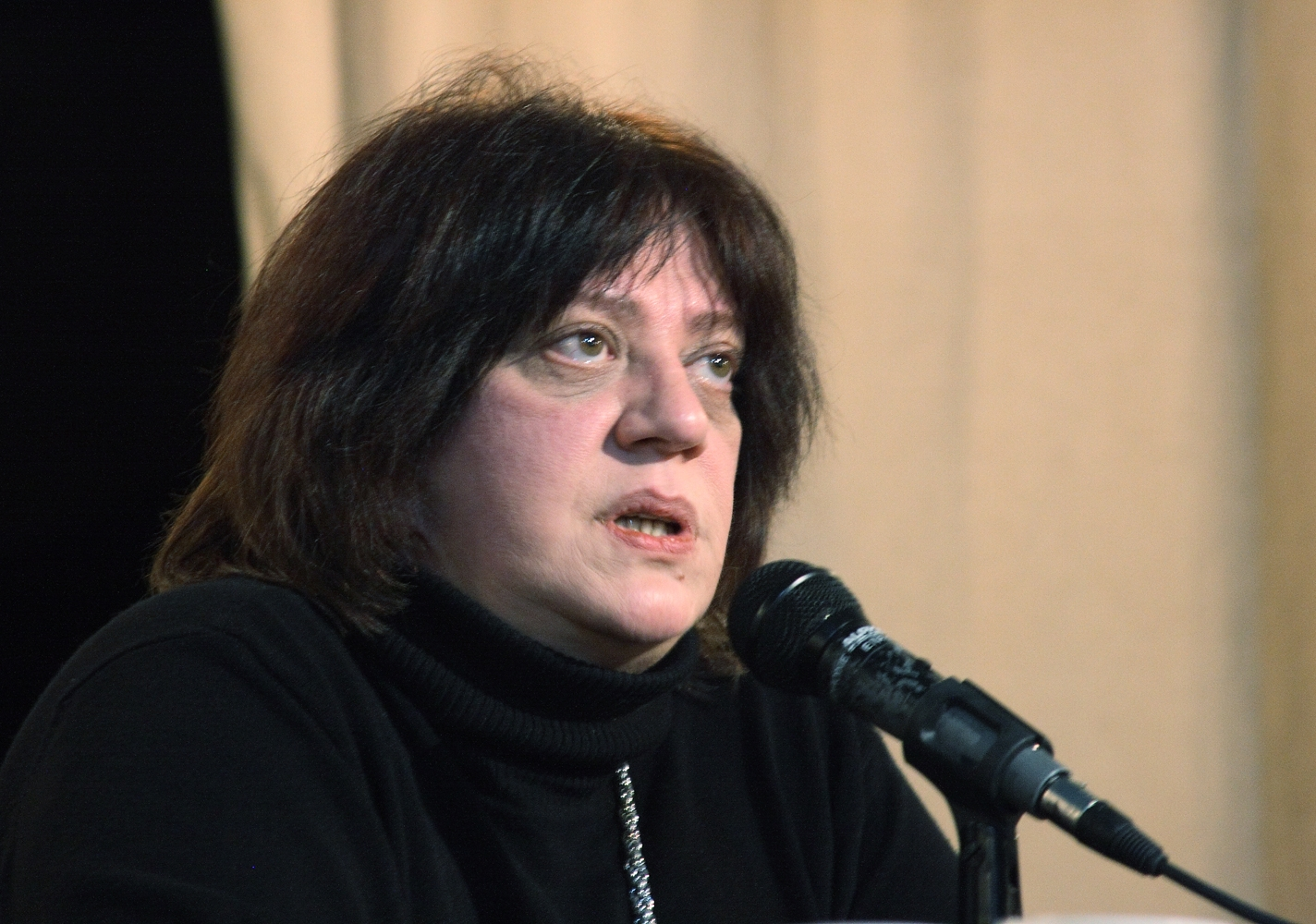
Tatjana Tolstaja in 2008

Tatjana Nikititsjna Tolstaja (Russisch: Татьяна Никитична Толстая) (Sint-Petersburg, 3 mei 1951) is een Russisch schrijfster, essayiste en televisiepresentatrice.

## Leven en werk
Tolstaja stamt uit een familie met een rijke literaire traditie. Haar grootouders waren schrijver Aleksej Nikolajevitsj Tolstoj en dichteres Natalja Tolstaja. Grootvader van moederszijde was de literair vertaler Michael Lozinski. Tolstajas zus Natalja is eveneens schrijfster.
Tolstaja studeerde klassieke filologie aan de Universiteit van Sint-Petersburg. In het begin van de jaren tachtig verhuisde ze naar Moskou, ging werken bij een uitgeverij en publiceerde daar haar eerste korte verhaal Op een gouden veranda in 1983. Dat bleek het begin van haar literaire carrière. Tolstaja verwierf vooral bekendheid met haar (veelal ook in het Nederlands vertaalde) korte verhalen. Thema's in haar werk zijn de mysteriën des levens, de verbeelding, de herinnering en de dood. Bij de uitwerking ervan weeft ze mythes, folklore, liederen, literaire teksten en kinderspelen tot verhalen met een grote beeldende kracht. Haar dystopische roman De Slynx (2000), over een tragische postnucleaire samenleving, verscheen niet in het Nederlands, mede vanwege de vele (moeilijk vertaalbare) linguïstische vindingen.
Tolstaja is tevens televisiepresentatrice en interviewster. Ze woont gedeelten van het jaar in de Verenigde Staten, waar ze doceert aan universiteiten. Ook schrijft ze geregeld columns in The New York Review of Books en The New Yorker.

## Werken

### In Nederlandse vertaling
- In vuur en vlam (1988), Verhalen.
- Slaapwandelaar in de mist  (1992), Verhalen.
- De verhalen (1994), Verhalen.

- Werk van Tolstaja werd ook opgenomen in Moderne Russische verhalen (2009), vertaald door Arthur Langeveld

### In Engelse vertaling
- The Slynx New York Review of Books Classics, 2007, ISBN 1-59-017196-9